# Bothrogonia angaleti
Bothrogonia angaleti är en insektsart som beskrevs av Young 1986. Bothrogonia angaleti ingår i släktet Bothrogonia och familjen dvärgstritar. Inga underarter finns listade i Catalogue of Life.